# Polyodaspis flavipila
Polyodaspis flavipila är en tvåvingeart som beskrevs av Oswald Duda 1934. Polyodaspis flavipila ingår i släktet Polyodaspis och familjen fritflugor. Inga underarter finns listade i Catalogue of Life.